# Bilan de la Shoah en France
Le bilan de la Shoah en France s'élève à 76 000 juifs déportés, dont environ 11 400 enfants (2 000 de moins de 6 ans), dont 69 000 à Auschwitz. Seuls 2 500 survivent. 3 000 meurent dans les camps d’internement français. 1 000 sont exécutés ou abattus sommairement en France.

## Historique
En 1940, 300 à 330 000 Juifs vivent en France métropolitaine (soit moins de 1 % de la population) et 370 000 en Afrique du Nord. En France métropolitaine vivent 200 000 Juifs de nationalité étrangère et 130 000 Juifs de nationalité française. Environ 50% vivent à Paris et à proximité de la capitale.
Sur les 83 000 ou 80 000,, ou 77 320 (74 000 déportés, convois 1 à 82, selon Alexandre Doulut ou 74 150, selon Serge Klarsfeld) victimes de la Shoah en France, 55 000 sont des Juifs étrangers et 25 000 des Juifs de nationalité française.

### Arrestations

#### Paris
Selon Alexandre Doulut (2021): 49 % des déportés juifs de France sont arrêtés à Paris ; 17 % dans le reste de la zone occupée ; 26 % en zone sud ; 8 % dans les départements tombés en zone italienne. 62 % des déportés de Paris sont arrêtés avant octobre 1942, contre 39 % en zone occupée et 48 % en zone non occupée.
Environ 70 % des déportés parisiens sont raflés contre 30 % arrêtés isolément.

### Zone occupée
En zone occupée, environ 60 % des déportés sont raflés contre 40 % arrêtés individuellement, le plus souvent en traversant une frontière ou la ligne de démarcation.
Après octobre 1942, il ne reste pratiquement plus aucun Juif étranger recensé. Les Juifs français sont raflés impitoyablement en janvier-février 1944.

### Déportés par année (1942-1944)
- 1942:

42 000 en 43 convois (vers Auschwitz-Birkenau)
- 1943:

17 000 en 17 convois (13 vers Auschwitz-Birkenau, 4 vers Sobibór)
- 1944:

15 000 en 14 convois (dont 12 vers Auschwitz-Birkenau, un vers la Lituanie et l’Estonie et un vers Buchenwald). Un millier de Juifs du nord de la France ont été déportés via la Belgique
.

### Bilan
Serge Klarsfeld établit que sur près de 320 000 juifs établis en France avant 1940, environ 74 150 sont déportés, soit un taux de survie de 75 %, l’un des plus hauts dans l’Europe nazie, alors que seuls 25 % des juifs des Pays-Bas et 45 % des juifs de Belgique survivent. De fait, 25 % des Juifs de France sont déportés et assassinés.
58,8 % des déportés de France sont gazés à l’arrivée. 3,5 % survivent.